# Shūta Sonoda
Shūta Sonoda (jap. 其田 秀太 Sonoda Shūta; ur. 6 lutego 1969) – japoński piłkarz występujący na pozycji pomocnika.

## Kariera klubowa
Od 1988 do 1999 roku występował w klubach Yokohama Flügels, Avispa Fukuoka i Sagawa Express Tokyo.